# Alcyonidium radicellatum
Alcyonidium radicellatum is een mosdiertjessoort uit de familie van de Alcyonidiidae. De wetenschappelijke naam van de soort is voor het eerst geldig gepubliceerd in 1946 door Kluge.